# Smådeckarna
Smådeckarna är en svensk långfilm från 2002 i regi av Patrik Forsberg, med Matilda Callenbo, Hannah Callenbo, Anna Barck och Lotta Karlge i rollerna. Filmen hade premiär den 8 mars 2002 och är tillåten från 7 år.

## Handling
Syskonen Emma och Josefin ska vara ensamma hemma med en barnflicka medan föräldrarna reser till Thailand. När föräldrarna är borta försöker någon göra inbrott i huset för att stjäla pappans hemliga ritningar till hans uppfinning som kan utvinna energi från rent vatten. Eftersom ingen tror på flickorna beslutar de sig för att själva resa till Thailand för att få tag på föräldrarna.

## Rollista (urval)
- Matilda Callenbo - Emma
- Hannah Callenbo - Josefin
- Anna Barck - Hanna
- Lotta Karlge - Åsa
- Peter Sjöquist - Pierre
- Anna-Lena Strindlund - Carola
- Patrik Larsson - Hans Inhåle
- Richard Tankred - Hedström
- Johan Svangren - Moberg
- Anita Heikkilä - mormor
- Torsten Wahlund - farfar

## Musik i filmen
- Rosa kuddar, text, musik och sång Fredrik Eliasson
- Another No One, text och musik Fredrik Eliasson
- Let Me Go My Way, musik Fredrik Eliasson, text Fredrik Eliasson och Mikael Jonasson
- San Francisco, musik Fredrik Eliasson, framförd av Olle Westberg, Quint Starkie, Fredrik Eliasson och Markus Ingberg
- Keep Looking, Keep Searching, musik Quint Starkie och Fredrik Eliasson, text Quint Starkie
- Fragile Cargo, musik Fredrik Eliasson
- Sisters Theme, musik Olof Eronn
- Intro Theme, musik Quint Starkie och Olof Eronn
- Inhale Theme, musik Fredrik Eliasson
- Cupboard Theme, musik Quint Starkie